# Тыкель
Тыкель (пол. Tykiel) — дворянский род.
Нижеописанный герб вместе с потомственным дворянством ВСЕМИЛОСТИВЕЙШЕ пожалован Статс-Референдарию Государственного Совета Царства Польского Венедикту Францискову сыну Тыкелю, ВЫСОЧАЙШЕЮ Грамотою ГОСУДАРЯ ИМПЕРАТОРА и ЦАРЯ НИКОЛАЯ I, в 24 день Февраля (8 Марта) 1842 года данною, на основании статьи 4-й Положения о Дворянстве 1836 года.

## Описание герба
В голубом поле пушка дулом вверх, между двух серебряных скоб, обращенных наружу.
В навершии шлема три страусовые пера. Намет голубой с серебряным подбоем. Герб Холевец Тыкеля внесен в Часть 1 Гербовника дворянских родов Царства Польского, стр. 205.